# موزه حیات وحش سرخه‌حصار
موزهٔ حیات وحش سرخه‌حصار، یکی از موزه‌های استان تهران است.

## مشخصات
نمایشگاه حیات‌وحش سرخه‌حصار در ۱۳۷۶، توسط سازمان حفاظت از محیط زیست گشایش یافت. این موزه دارای مساحتی حدود ۹۰۰ مترمربع و ۴۰۰ مترمربع زیر بنا، دارای ۱۲ غرفهٔ نمایش و ۳۵۰ مترمربع فضای اداری و ۱۵۰ مترمربع سالن آمفی‌تئاتر می‌باشد.

## بخش‌های گوناگون
این نمایشگاه دارای دو بخش در یک طبقه می‌باشد:
- سالن نمایش فیلم (آمفی‌تئاتر):

پخش اسلاید، برگزاری جلسات و همایش‌ها و نمایش فیلم از امکانات این آمفی‌تئاتر است.
- نمایشگاه حیات‌وحش:

نمونه تاکسیدرمی شدهٔ پستان‌داران، پرندگان، خزندگان و دوزیستان و نمونه‌هایی از حشرات، کانی‌ها و سنگواره‌ها (فسیل) و هرباریوم گیاهان خشک شده و بذر گیاهان را می‌توان در نمایشگاه حیات وحش یافت.

## زمان بازدید
- این نمایشگاه همه روزه از ۸ الی ۱۵:۳۰ به جز روزهای جمعه دایر است.